# Фернандо Алонсо
Фернандо Алонсо Дијаз шпански изговор:  ( слушај), (Овиједо, 29. јул 1981) шпански је возач тркачких аутомобила и двоструки шампион Формуле 1. Алонсо се сматра једним од најбољих возача у историји Формуле 1.
25. септембра 2005. године освојио је титулу светског првака и са 24 године и 59 дана старости постао најмлађи шампион у историји Формуле 1 оборивши дотадашњи рекорд који је држао Емерсон Фитипалди, прекинувши доминацију Михаела Шумахера који је био шампион последњих 5 узастопних сезона. Такође је постао први Шпанац који је освојио прво место у категорији возача.

## Биографија

### Детињство и пут ка Формули 1
Фернандов отац Хосе Луис, аматерски картинг возач желео је да пренесе своју страст према картингу на своју децу, и својеручно је направио мали аутомобил који је личио на болид Формуле 1, али са погоном на педале. Он је био намењен старијој, осмогодишњој Лорени, али она није показивала интересовање за овакав спорт. Међутим, њен трогодишњи брат ватрено је прихватио овај такозвани болид. Фернандов одлучан, такмичарски дух био је очигледан још од раног детињства, и тако је почео да се такмичи у картингу широм Шпаније. Иако је читава породица потпуно подржавала његов хоби у ком је из дана у дан постајао све успешнији, његов напредак захтевао је стална улагања која је било све теже финансирати. Било је тешко стећи спонзоре и Фернандо је био свестан да једино трудом и победама може стећи финансијску подршку. И побеђивао је скоро сваку трку коју је возио иако је редовно био најмлађи. Године му никада нису представљале препреку и лако је освојио три шпанске картинг титуле и то 1994, 1996. и 1997. На европском картинг првенству освојио је друго место и са својих 15 година 1996. постао светски јуниор картинг шампион.
Године 1999. начинио је корак ка Формули 1 возећи шпански Нисан Open series, у чему му је помогао тадашњи возач Минардија Адријан Кампос (шп. Adrian Campos). Са својих 18 година постао је шампион ове серије што му је помогло да се 2000. године потпуно приближи формули 1 возећи Формулу 3000. Победа на легендарној стази Spa-Francorchamps обезбедила му је четврто место у шампионату формуле 3000 и тада је био спреман да оствари своје снове и седне у болид формуле 1 већ идуће 2001. године.

### Каријера возача Формуле 1

#### Минарди (2001)
Са само 19 година, Фернандо Алонсо је започео своју каријеру возача Формуле 1 дебитовавши за Минарди, тада већ годинама уназад далеко најслабији тим у Формули 1. Алонсов тимски колега Тарско Маркес није успео ни да се квалификује за трку, док је Алонсо заузео 17. место, оставивши иза себе Маркеса за чак 2.5 секунде, али и по једног возача Проста и Јагуара. Током сезоне, Алонсо је у квалификацијама био 13 пута бржи од Маркеса у 14 трка, и победио га у свакој трци коју су обојица завршили, након чега је Бразилац отпуштен и замењен малезијским возачем Алексом Јунгом за последње три трке у сезони. Иронично, Маркес је на крају сезоне био боље пласиран од Алонса - иако ниједан од њих није успео да освоји бод, Маркес је успео да освоји девето место на ВН Канаде, коју је завршило управо девет возача, док је Алонсов најбољи пласман био десето место. Након што је сва три пута био бржи од Јунга у квалификацијама и оба пута у тркама, круна сезона и вожња којом је Шпанац скренуо пажњу на себе догодила се на ВН Јапана, када је Алонсо успео да освоји 11. место од укупно 16 возача колико је завршило трку - оставивши иза себе Јунга, обојицу возача Ероуза, Паниса у Бар-Хонди, као и Френцена у Просту. Власник Минардија Пол Стодарт описао је Алонсову трку као - "53 квалификациона круга". Oво је било довољно да му Флавио Бриаторе, шеф Бенетона и његов менаџер (од следеће сезоне Реноа, француског прозивођача који се 2002. враћао у спорт као тим после 17 година)обезбеди место тест возача у Реноу за 2002, што је Алонсо прихватио.

#### Рено (2002—2006)
Алонсо током 2002. није наступио ни на једној трци, већ је целу сезону провео као резервни и тест возача Реноа, коме прва сезона повратка у Ф1 није најбоље прошла, упркос томе што су сезону завршили на 4. месту у шампионату конструктора, а Џенсон Батон на 7. месту у шампионату возача, а Јарно Трули на осмом. Освојено је само 23 бода, јер су, с обзиром на систем бодовања у Формули 1 у то време, првих шест места, која су доносила бодове, била резервисана за Ферари, Вилијамс и Макларен, три тима која су била далеко испред осталих. На потпуни шок британских медија, Бриаторе одлучује да отпусти њихову велику наду, тада 22-годишњег Џенсона Батона, који је још 2000. импресионирао у Вилијамсу, са само 20 година, а 2002. освојио 14 бодова, наспрам 9 Трулијевих бодова (Трулију је, као и Алонсу, шеф тима Бриаторе био менаџер, али не и Батону). Бриаторе, познат по томе што је "скаутирао" најуспешнијег возача у историји Ф1, Михаела Шумахера, и после само једне трке га довео у Бенетон 1991, био је убеђен да је промовисање Алонса у тркачког возача тима исправна одлука.
2003. Фернандо Алонсо је у Аустралији дебитовао за Рено седмим местом - а с обзиром на то да је 2003. промењен систем бодовања у спорту, па је првих осам возача освајало бодове по систему 10-8-6-5-4-3-2-1, уместо првих шест по систему 10-6-4-3-2-1, ово седмо место је значило и да је Алонсо освојио прва два бода у својој каријери. Већ на следеће две трке Бриатореова одлука да замени Батона Алонсом се показала исправном - Алонсо је освојио пол позицију на ВН Малезије и постао најмлађи возач у историји Ф1 који је освојио пол позицију. Истовремено, ово је била прва трка од ВН Француске 1999. на којој Ферари, Макларен или Вилијамс нису били на пол позицији. Алонсо је ВН Малезије завршио на трећем месту, што му је донело и први подијум у каријери, а следећи подијум, такође треће место, освојио је већ на следећој трци, ВН Бразила. Ипак, Алонсо је на овој трци доживео велики удес, када је по интензивној киши налетео на слупани болид Марка Вебера, после чега је трка прекинута, а Алонсо је морао у болницу, због чега га није било на подијуму. Шпанац је из овог удеса изашао без озбиљнијих повреда и био је спреман за следећу трку, ВН Сан Марина, на којој је освојио шесто место. На ВН Канаде Алонсо је поставио најбржи круг у трци, чиме је постао и најмлађи освајач најбржег круга у историји Ф1. Круна сезона дошла је у Мађарској, када је Алонсо још једном освојио пол позицију, а потом и победио у трци - не само да му је ово донело прву победу у каријери, већ је постао и најмлађи победник трке у историји спорта, што је био већ трећи рекорд који је оборио те сезоне. На крају, Алонсо је завршио сезону са 55 бодова и шестом месту у шампионату возача, наспрам 33 колико је освојио тимски колега Јарно Трули, док је Рено завршио сезону поново на 4. месту, али овог пута са 88 бодова.
2004. је по Алонса прошла нешто слабије. Фераријева и Шумахерова апсолутна доминација и 12 победа у првих 13 трка оставили су другим тимовима борбу за треће, евентуално друго место у тркама, уколико други возач Ферарија Рубенс Баричело није на очекиваном нивоу. Сезона је по Алонса почела солидно - завршио је на трећем месту у Аустралији, иза двојице возача Ферарија. Међутим, грешка Алонса у Монаку која га је коштала подијума, одустајање са из на ВН Канаде услед механичког квара са 4. места, пуцање гуме због које морао да одустане док је био трећи на ВН САД, као и најбоља сезона у каријери тимског колеге Јарна Трулија, који је победио на ВН Монака и тако био једини возач у првих 13 трка који је успео да победи осим Михаела Шумахера, довели су до тога да након половине сезоне, односно првих 9 од укупно 18 трка Алонсо заостаје 16 бодова за Трулијем - Шпанац је освојио 25 бодова, наспрам Трулијевих 41. Ипак, од домаће трке на ВН Француске, десете трке у сезони, ствари су се значајно поправиле - Алонсо је на ВН Француске успео да освоји пол позицију, а трку заврши на другом месту, иза Шумахера, што је био његов најбољи резултат у сезони. Управо након ове трке почео је сукоб између тима (првенствено Бриатореа) и Трулија, након што је Трули коштао тима двоструког подијума на домаћој трци за Рено, грешком у последњој кривини последњег круга, коју је тадашњи технички директор тима Пет Симондс описао као несхватљиву. Истовремено, Трули је за сезону 2005. имао богату понуду Тојоте, која је за 2005. имала велике планове и спремила највећи буџет од свих тимова у спорту, већи чак и од Ферарија и Макларена. Алонсо је одустао на следећој трци у Британији, али је потом освојио два подијума узастопно, трећа места у Немачкој и Мађарској. У Белгији је због квара на мотору морао да одустане док је био на првом месту (премда га је очекивао један одлазак у бокс), а услед грешке одустао је и у Италији. После ВН Италије сукоб између тима и Трулија је кулминирао, па је Италијан отпуштен и замењен шампионом из 1997, Жаком Вилневом за последње три трке, док је Трули потписао за Тојоту и почео да вози за њих већ у Кини. У тренутку када је Трули отпуштен, имао је 46 бодова, а Алонсо 45. На последње три трке у сезони, Алонсо је био два пута четврти и једном пети, док Вилнев није освојио ниједан бод. Алонсо је са 59 бодова завршио као 4. у конкуренцији возача, док се Рено попео за једну позицију у односу на претходне две сезоне и освојио треће место у конкуренцији конструктора, са 14 бодова мање у односу на другопласирани БАР.
Сезона 2005. донела је велику промену у спорту - забрањена је замена гума у току трке, које су сада морале да издрже целу трку, што је узроковало тектонске промене у поретку тимова - Мишелин, који је снабдевао гумама све тимове осим Ферарија, Џордана и Минардија, се у овој промени далеко боље снашао од Бриџстона, а Рено се на првој трци сезоне истакао као кандидат за титулу. Нови возач тима, Ђанкарло Физикела, освојио је пол позицију, док се Алонсо, који је касније изашао на стазу, услед јаке кише успео да се квалификује тек на 13. место. Физикела је победио у трци, док се Алонсо пробио са 13. на 3. место и тако освојио још један подијум. На следеће две трке, Рено и Алонсо показују да победа у Аустралији није била случајност - Алонсо побеђује и у Малезији и у Бахреину са пол позиције и након три трке истиче озбиљну кандидатуру за титулу, са 26 освојених бодова, десет више од у том тренутку другопласираног у шампионату, дојучерашњег тимског колеге Трулија у Тојоти. Упркос трећој победи заредом за Алонса у Сан Марину, односно четврте за Рено, Макларен, предвођен Кимијем Раиконеном је показао велику брзину, јер је Финац до одустајања услед квара лако контролисао трку са пол позиције, а потом је Алонсо до краја трке водио борбу са Шумахером у Ферарију, завршивши трку само 0.3 секунде испред Немца. Следеће две трке протекле су у доминацији Раиконена и Макларена, који су однели победе у Шпанији и Монаку, док је Алонсо био други у Шпанији и четврти у Монаку. Седма трка у сезони донела је сличан сценарио, са другачијим исходом - Макларен је поново био најбржи, а Раиконен водио испред Алонса, међутим, оштећена гума на болиду Раиконена почела је да га значајно успорава десетак кругова пред крај, а Макларен се одлучио да ризикује и покуша да победи - замена гуме, уколико је оштећена, била је дозвољена, али би услед тога Раиконен пао на друго место, иза Алонса. Ризик се енглеском тиму није исплатио - Раиконенова оштећена гума је експлодирала на почетку последњег круга, док је Финац и даље водио, услед чега је морао да одустане, што је Алонсу донело четврту победу у сезони и чак 32 бода више у односу на Раиконен, који је био на другом месту у шампионату возача. Истовремено, Рено је имао убедљиву предност у односу на Макларен у шампионату конструктора од 23 бода. Ипак, следеће две трке прошле су лоше по Алонса - својом грешком ударио је у зид на ВН Канаде, због чега је морао да одустане, а победио је Раиконен испред Шумахера, док је на следећој, једној од најконтроверзнијих трка у историји Ф1, Мишелин је, не могавши да гарантује издржљивост својих гума у последњој кривини, што је могло да доведе до катастрофалних последица по безбедност возача уколико би гуме експлодирале, повукао своје тимове из трке, јер договор са ФИА-ом и Фераријем који је предложио Мишелин да се у кривини 13 постави шикана није постигнут, па је француски произвођач гума повукао своје тимове (7 од укупно 10 тимова, односно 14 од 20 возача), након круга за загревање, а у трци су наступила само три тима и шесторица возача са Бриџстон гумама, што је донело прву (испоставило се и једину) победу у сезони Шумахеру и Ферарију. Након повратка у Европу, постало је очигледно да је без Макларен, али су чести кварови Мерцедесових мотора скупо коштали енглески тим - Алонсо је победио у Француској испред Шумахера, након што је Раиконен био кажњен са 10 места померања уназад у односу на освојену позицију у квалификацијама уназад услед промене мотора (један мотор је морао да издржи два тркачка викенда). Иста ситуација задесила је Раиконена и у Британији, али је напокон "прорадио" и други возач Макларена, Хуан Пабло Монтоја, који је победио по први пут у сезони, испред Алонса, који је завршио на другом месту и Раиконена на трећем. У Немачкој, Раиконен је водио са пол позиције више од половине трке испред Алонса, а онда, 23 круга пре краја још једном одустао услед квара, па је Алонсо победио шести пут у сезони, па је после 12 од 19 трка водио у шампионату са чак 36 бодова више од Раиконена. У следећих шест трка Макларен се показао недодирљивим, Раиконен је победио четири пута, а Монтоја два. Ипак, Алонсо је на свој трци осим у Мађарској био на подијуму, па је већ на ВН Бразила, 17. трци сезоне у случају да освоји треће место, могао да освоји титулу, што је и урадио - Алонсо је завршио на трећем месту, иза Монтоје и Раиконена, освојио своју прву титулу у каријери и постао најмлађи шампион у историји спорта, рекорд који је Емерсон Фитипалди држао 33 године. Након трећег места у спектакуларној трци у Јапану, Алонсо први пут још од Бахреина успева да буде бржи од Макларенових возача у трци на "чисту" брзину и да победи на последњој трци у сезони, ВН Кине, испред Раиконена, контролисавши трку са пол позиције од старта до циља. Овом победом Алонсо је свом тиму донео и титулу у конкуренцији конструктора. На крају, Алонсо је сезону завршио са 133 бода, а Раиконен са 112, док је Алонсов тимски колега Ђанкарла Физикела имао само 58 бодова. Рено је освојио титулу са 191 бодом, девет више од Макларена. У децембру 2005, Алонсо, коме је остало још годину дана уговора са Реноом, објавио је вест која је шокирала Ф1 свет - Шпанац је потписао трогодишњи уговор са Маклареном, чији ће возач постати од 1. јануара 2007.
Правила у Формули 1 за сезону 2006 значајно су измењена у односу на 2005. (прешло се са десетоцилиндричне на осмоцилиндричне моторе, промењен је формат квалификација, поново је дозвољена замена гума у току трке, а исто тако, по Рено је веома важна била објава Мишелина да ће се на крају сезоне повући из спорта, а једини снабдевач гумама свих тимова од 2007. постаће Бриџстон, Фераријев осмогодишњи партнер). С обзиром на велике промене правила, није било сасвим јасно ко ће се у њима најбољи снаћи, а предвиђање о брзини је отежавала и околност да су Ферари и Тојота тестирали у Бахреину, а други тимови у Шпанији. На првој трци сезоне у Бахреину, изгледало је као да ће доћи до ренесансе Ферарија - Шумахер и Маса су за италијански тим освојили прво и друго место у квалификацијама, а Алонсо је био тек четврти, иза Батона. Ипак, у трци је Шпанац већ на самом старту успео да претекне и Батона и Масу, па је испред њега остао само Шумахер. У спектакуларном дуелу који је трајао током целе трке, Алонсо је одличном стратегијом и дужим останком на стази, уз изванредну брзину пит стопа који су обавили Реноови механичари, Алонсо је после другог одласка у бокс успео да изађе тик испред Шумахера и сачувао прво место до краја трке, чиме је отворио сезону победом, деветом у каријери. На ВН Малезије, грешком механичара Алонсу је досута значајно већа количина горива од оне коју је Рено планирао, па је Алонсо успео да се квалификује тек као седми, док је пол позицију освојио тимски колега Ђанкарло Физикела. Упркос спектакуларном старту, где је у првој кривини претекао четири возача и већ у првом кругу био трећи, Алонсо је трку завршио на другом месту, иза Физикеле, чиме је Рено забележио прву двоструку победу још од 1982. Победом на трећој трци у сезони на ВН Аустралије, Алонсо је већ тада направио велику предност у шампионату са 28 бодова - друго место су делили Физикела и Раиконен са 14 бодова, док је Шумахер био четврти са само 11, јер Ферари није показао ни приближну брзину у односу на трку у Бахреину. Ипак, доласком у Европу, Ферари је донео велика побољшања на свом болиду за ВН Сан Марина, четврту трку сезоне и домаћу за Ферари. Алонсо је остао без пол позиције и у Сан Марину, квалификовавши тек на пето место, иза два возача Ферарија и два возача Хонде. Међутим, Рено је у трци још једном показао своју брзину - Алонсов први стинт је био далеко дужи од осталих возача испред њега, па се после 25 кругова и првог одласка у бокс нашао на другом месту, 13 секунди иза Шумахера. Алонсу је требало само 8 кругова да анулира ову предност Шумахера и, с обзиром на то да је имао више горива у резервоару од Шумахера, што је значило и каснији одлазак у бокс, трка је изгледала као још једна лака победа за Алонса и Рено. Након што се десетак кругова возио иза Шумахера на свега две до три десетинке иза, технички директор Реноа и главни стратег Пет Симондс одлучио се на несхватљив потез и позвао Алонса у бокс пре Шумахера, сматрајући да је Реноова предност у односу на Ферари довољна да упркос много већој количини горива Алонсо на чистој стази може да изађе испред Шумахера, што се испоставило као погрешно, јер је седмоструки шампион искористио предност у виду далеко лакшег болида и након свог пит стопа изашао испред Алонса, 18 кругова пре краја. С обзиром на то да је на стази у Сан Марину претицање готово немогуће, Алонсо је остао немоћан и возио се до краја трке иза Шумахера, који је тако забележио прву победу у сезони. Рено и Симондс су после ове трке жестоко критиковани због своје одлуке да Алонса позову раније у бокс, али је технички директор Ферарија Рос Брон сматрао да је такав потез био оправдан.. На ВН Европе, Алонсо је освојио прву пол позицију у сезони, али је у великој борби са Шумахером још једном изгубио трку кроз пит стопове, изгубивши вођство након другог одласка у бокс. Шумахер је победио са 4 секунде предности у односу на Алонса. Ипак, следеће четири трке протекле су у апсолутној доминацији Алонса и Реноа - Шпанац је победио на четири трке узастопно, сваку са пол позиције, што је значило да је Алонсо после првих 9 од 18 трка освојио невероватних 84 од могућих 90 бодова, више чак и него Шумахер 2004, када је после 9 трка имао 80 од могућих 90 бодова у својој најбољој сезони у каријери. Са 6 победа, три друга места и 5 пол позиција, Алонсо је имао предност од чак 25 бодова у односу на Шумахера и изгледало је као да је друга узастопна титула за Шпанца формалност. Ипак, након те трке у Канади, дешава се драматичан преокрет у балансу снага тимова. Шумахер побеђује у САД и Француској, чиме је смањио предност на 17 бодова, а онда се пред ВН Немачке десила када је ФИА прогласила Реноов амортизер масе нелегалним, иновативно решење на носу болида представљено крајем 2005, на које се француски тим значајно ослањао.. На ВН Немачке, Алонсо успева да дође тек до петог места, а Ферари бележи двоструку победу, чиме је предност смањена на само 11 бодова. На ВН Мађарске и Шумахер и Алонсо су кажњени пред квалификације, Алонсо због претицања под жутим заставама, а Шумахер под црвеним. Казна је гласила да ће обојици возача на постигнуто квалификационо време у сваком од три дела квалификација бити додате две секунде, па су тако обојица возача испала у другом делу квалификација - Шумахер је класификован на 12. место, а Алонсо на 15. На кишној ВН Мађарске, Алонсо је одвезао једну од најбољих, ако не и најбољу трку у дотадашњој каријери, пробивши се са 15. места после само 18 кругова на прво место. Након 51. круга и одласка у бокс, Алонсо је завршио трку док је водио испред Џенсона Батона у Хонди, када му је отпао точак услед грешке механичара који га није добро причврстио, чиме је Шпанац остао без победе и десет бодова. Шумахер је трку завршио на осмом месту, па је Алонсова предност смањена на 10 бодова. Ферари је био убедљиво најбржи у Турској, али је овог пута италијански тим направио стратешку грешку, јер су након изласка возила безбедности на стазу позвали у исто време у бокс и Масу, који је био први, и Шумахера, који је био други, па је Шумахер био принуђен да сачека да механичари прво одраде Масин пит стоп, што је искористио Алонсо и пробио се на друго место испред Немца, које је, после велике борбе, успео да сачува до краја трке. Четири трке пре краја сезоне, Алонсо је имао 12 бодова предности у односу на Шумахера. Тог викенда се очекивало да Шумахер саопшти своје повлачење на крају сезоне, а онда се квалификацијама десио вероватно најконтроверзнији тренутак у сезони - Алонсо је због наводног блокирања Фелипеа Масе кажњен брисањем три најбоља квалификациона времена у трећем делу квалификација, што је значило да ће стартовати са десетог места, а Шумахер са другог. Након квалификација, Рено Ф1 тим је одржао ванредну конференцију за новинаре, на којој је Алонсо изјавио да Формула 1 више није спорт.. Иако је успео да се пробије до трећег места, десет кругова пре краја Реноов мотор је експлодирао, због чега је Алонсо одустао, а Шумахер победио и, како се очекивало, објавио повлачење из Ф1 на крају сезоне. Предност Алонса је тада износила само 2 бода, а до краја сезоне је остало три трке. На ВН Кине, Алонсо је освојио пол позицију, али је у трци имао великих проблема са гумама, након чега су га претекли Шумахер и Физикела, а онда га је грешка механичара коштала 19 секунди и боксу. Иако је успео да до краја трке поврати друго место од Физикеле, Шумахер је победио и упркос једнаком броју бодова, преузео прво место у шампионату, јер је имао 7 победа, наспрам Алонсових 6. Након трке, Алонсо је контроверзно почео да критикује свој тим да му не пружа довољну подршку и да је могуће да поједини људи у тиму не желе да освоји титулу и тако у Макларен однесе број 1.. Након квалификација за ВН Јапана, изгледало је да је Шумахер ближи титули него икад - Маса је у Ферарију освојио пол позицију, Шумахер друго место, док је Алонсо био тек пети. Након два круга, Маса је препустио вођство Шумахеру, а потом се Алонсо одличном вожњом након друге рунде пит стопова пробио на друго место, иза Шумахера, који је, изгледало је, лако контролисао трку. Међутим, 17 кругова пре краја, Фераријев мотор је експлодирао први пут од ВН Француске 2000, што је означило крај трке за Шумахера и победу за Алонса. Једну трку пре краја, Алонсо је имао 126 бодова, а Шумахер 116, па је Алонсо био довољан само један бод како би осигурао титулу у Бразилу. На ВН Бразила, Шумахер се суочио са механичким проблемом још у квалификацијама, због чега је стартовао десети, а потом му се у трци на самом старту пробушила гума, што га је спустило на 18. место. Упркос одличној вожњи Немца, који је завршио на четвртом месту, и победи Фелипеа Масе у другом Фераријевом болиду, Алонсово друго место било је и више него довољно да му донесе титулу, другу узастопну, чиме је постао и најмлађи двоструки шампион у историји Формуле 1. Алонсо је сезону завршио са 134 бода, Шумахер са 121, а Рено освојио другу конструкторску титулу узастопно, са 206 бодова, наспрам Фераријевог 201 бода. Алонсо се после трке на тим радију и конференцији медије захвалио Реноу за све учињено у протекле четири године, и пожелео им све најбоље у будућности.

#### Макларен (2007)
2007. је представљала нови почетак за Алонса. Макларен иза себе није имао добру сезону, 2006. је била прва после 10 година у коме тим није забележио победу, а Макларен је, као и остали тимови који су годинама користили Мишелин гуме, попут Реноа, прешао на Бриџстон гуме, па су се највеће шансе за титулу давале Ферарију, дугогодишњем Бриџстоновом главном партнеру. С обзиром на то да је Кими Раиконен напустио Макларен и прешао у Ферари, а Хуан Пабло Монтоја због сукоба са Роном Денисом, шефом тима, отпуштен још у лето 2006, за Алонсовог тимског колегу изабран је млади Британац Луис Хамилтон, актуелни шампион ГП2 серије и дугогодишњи протеже Рона Дениса. На првој трци сезони у Аустралији очекивања о Фераријевој брзини су се показала тачним - Кими Раиконен је лако дошао до пол позиције и победе, али су Алонсо и Хамилтон другим и трећим местом показали да је Макларен далеко испред свих осталих тимова. Након тронедељне паузе, на ВН Малезије, поново је Ферари освојио пол позицију, овога пута Фелипе Маса, међутим, док је Алонсо успео да раздвоји два Ферарија и квалификује се као други. Изванредним стартом, Алонсо је преузео вођство већ у другој кривини, које је задржао до краја и већ у другој трци за нови тим забележио победу. Изванредну трку у Малезији имао је и Хамилтон, који је сјајним стартом претекао оба Ферарија и до краја трке успевао да се одбрани од Масе, а потом и Раиконена, и завршио на другом месту. Међутим, следеће две трке протекле су лоше по Алонса. У Бахреину је био спорији од оба Ферарија, али и Хамилтона, који је раздвојио Ферарије и завршио на другом месту, док је у касној фази трке Алонса претекао и Ник Хајдфелд из БМВ-а, па је Алонсо завршио тек као пети. Инцидент са Масом у првој кривини на ВН Шпанији коштао је Алонса две позиције, па је након првог круга био четврти, иза Масе, Хамилтона и Раиконена, на стази на којој је претицање изузетно тешко. Раиконеново одустајање му је донело треће место и подијум, али је изгубио вођство у шампионату возача - Хамилтон је имао 30 бодова, а Алонсо 28. Ипак, на ВН Монака, Алонсо је забележио хет-трик - пол позицију, победу и најбржи круг, док је Хамилтон завршио на другом месту, па су после пет трка два Макларенова возача заузимали прво и друго место у шампионату са по 38 бодова, а Алонсо је био први због две победе. Ипак, на овој трци започео је сукоб који ће обележити читаву сезону 2007. - Хамилтон је одмах након трке оптужио Макларен за фаворизовање Алонса, због чега се тим нашао под истрагом ФИА-е, јер тимска наређења у то време нису била дозвољена. Ипак, утврђено је да никакве наредбе нису постојале, па је Макларен прошао без казне. Ипак, Алонсо је имао веома лошу трку у Канади - лош старт, немогућност да претекне Хајдфелда, а потом и проблеми са гумама донели су Шпанцу тек седмо место, док је Хамилтон победио и забележио прву победу у каријери. Хамилтон је и на ВН САД био бржи од Алонса, освојивши пол позицију, док се Алонсо квалификовао на друго место. У трци је Хамилтон успео да се одбрани од Алонсових напада на стази и забележи другу победу, тако да је разлика повећана на 10 бодова у корист Хамилтона, који је као руки остварио невероватне резултате - 7 узастопних подијума, 2 победе и 2 пол позиције. На ВН Француске, Алонсу се покварио мењач и није ни наступио у трећем делу квалификација, па је трку завршио тек на седмом месту, чиме је Хамилтонова предност увећана на 14 бодова. Друго место на ВН Британије, испред Хамилтона, који је завршио на трећем месту, и победа на спектакуларној ВН Европи, на којој је Хамилтонов низ подијума услед пуцања гуме у квалификацијама, а потом и у трци прекинут, јер је Британац завршио као девети и није освојио ниједан бод, смањили су Алонсов заостатак за првопласираним Хамилтоном на само два бода. Међутим, тензије у тиму су већ тада биле очигледне - Алонсо је приликом прославе победе одбио да се поздрави са Роном Денисом, а ситуација је кулминирала после две недеље у Мађарској. Током квалификација, Макларени су били далеко најбржи. Ипак, стратегија тима пред трећи део квалификација је био да Хамилтон пропусти Алонса испред себе у кругу за загревање, како би Алонсо могао да извезе круг више и сагори вишак горива. Британац је ово одбио и остао испред Алонса, што је разбеснело Шпанца, који је Хамилтона приликом пит стопа намерно задржао 20 секунди дуже у боксу како Енглез не би имао времена за свој последњи квалификациони круг. Алонсо је освојио пол позицију, испред Хамилтона на другом месту, али је потом кажњен од стране ФИА-е због блокирања Хамилтона и померен је пет места уназад. Након квалификација, а и јутро на дан трке, дошло је до великог сукоба између Алонса и Дениса. Денис је нешто касније изјавио да су односи између Алонса и њега изузетно хладни, а потом додао: У ствари, ако кажем да су хладни, то би било умањивање озбиљности ситуације." На трци је Хамилтон победио, а Алонсо био четврти, док је Ферари доминирао у Турској забележивши победу 1-2, али је Макларен узвратио ударац у Монци, на Фераријевој домаћој стази и двоструком победом, са Алонсом на првом месту а Хамилтоном на другом, уз чињеницу да је Фелипе Маса одустао, изгледало је да је све решено и у возачком и конструкторском шампионату и да је Макларен практично већ освојио титулу у конкуренцији конструктора, а да ће се титула међу возачима одлучивати између Алонса и Хамилтона. Водио је Хамилтон са 92 бода, Алонсо је имао 89, а трећи је био Раиконен са 74. Четири дана касније, Макларен је дисквалификован из шампионата конструктора због тзв. шпијунске афере, у којој је тим оптужен за крађу Фераријеве интелектуалне својине и поседовање поверљивих података који се тичу болида италијанског тима. У шпијунској афери често се помињало и име Фернанда Алонса као једног актера, који је размењивао и-мејлове са тест возачем Макларена Педром де ла Росом који су се односили на стратегије Ферарија у току трке. ФИА је затражила од Алонса приступ његовом и-мејлу, што је он и дозволио, а заузврат му је пружен имунитет и прошао је без икакве казне, за разлику од свог тима. На ВН Белгије, двоструку победу је забележио Ферари, док је Алонсо, после жестоког дуела са Хамилтоном у првом кругу, завршио на трећем месту и смањио предност младог рукија на само два бода. Ипак, на трци у Јапану, Хамилтон је победио по кишној трци, док је Алонсо направио грешку и завршио у зиду, па је две трке пре краја изгледало да ће Хамилтон освојити титулу и постати први руки у историји спорта коме је то успело - имао је 12 бодова више од Алонса и 17 више од Раиконена. На ВН Кине, Хамилтон је освојио пол позицију, а Алонсо био четврти са више од пола секунде заостатка, након чега је Алонсо оптужио Макларен за саботажу, наводећи да је притисак у његовим гумама био доста већи од уобичајеног, након чега је ФИА у Макларенов бокс послала специјалног делегата, који ће мотрити на Алонсов третман у тиму. Ипак, на ВН Кине, након грешке Хамилтона и Макларена и закаснелог позива у бокс, Хамилтон је направио грешку и завршио своју трку у шљунку 26 кругова пре краја, а Алонсо завршио на другом месту, иза Раиконена. Колико су у то време били лоши односи између Алонса и тима, говори и изјава Рона Дениса:"Практично, тркали смо се против Фернанда. Кимијева победа и Луис на другом месту испред Фернанда је био адекватан резултат за нас." На ВН Бразила, Алонсо је завршио на трећем месту, а Хамилтон, након проблема са мењачем, на седмом, док је победио Кими Раиконен и освојио титулу са укупно 110 бодова, само једним више од оба Макларенова возача, који су имали по 109. Ипак, с обзиром на то да су и Хамилтон и Алонсо имали по четири победе, а Хамилтон једно друго место више од Алонса, Хамилтон је шампионат завршио као други, а Алонсо као трећи. Само 10 дана по завршетку сезоне, раскинут је уговор између Алонса и Макларена, после само једне године од предвиђене три. У децембру 2007, Алонсо је објавио да се враћа у Рено, потписавши уговор на годину дана, уз опцију продужетка на још једну.

#### Рено (2008—2009)
Прву половину сезоне 2008 обележиле су слаба форма Реноа и променљиве вожње Алонса. Након солидног четвртог места у Аустралији, уследио је низ лоших резултата за оба возача тима, али и неке некарактеристичне грешке за Алонса, попут ударања у зид у Канади, док је био на трећем месту, и неискоришћене прилике у Француској, када је стартовао трећи а завршио тек на осмом месту, по први пут иза тимског колеге Нелсона Пикеа Јуниора. Управо је Пике донео тиму први подијум у сезони, друго место у Немачкој, након одлично искоришћене прилике после изласка безбедносног возила на стазу, док је Алонсо завршио тек на 11. месту, После 10 од укупно 18 трка, Алонсо је имао само 13 бодова, четири више од Пикеа, што је била његова далеко најгора сезона у каријери, не рачунајући прву у Минардију. Ипак, ствари су од ВН Мађарске почеле да се мењају - Алонсо је завршио на четвртом месту у Мађарској, а исти резултат је поновио у Белгији, а затим и у Италији. На хаотичној ВН Сингапура, Алонсо је, након што је тимски колега Нелсон Пике ударио у зид, победио у трци (касније ће се испоставити да се Нелсон Пике намерно "закуцао" у зид пратећи наређења Флавија Бриатореа, како би пружио Алонсу прилику да победи, јер је за разлику од осталих возача свој пит стоп већ обавио, а правила су у то време налагала да возачи приликом боравка на стази могу да уђу у бокс тек након што ФИА то дозволи, због чега су поједини возачи остали без горива на стази, а поједини тимови морали да у исто време, када је улазак дозвољен, обаве пит стоп за оба возача у истом кругу, попут Ферарија). Након победе у Сингапуру, Алонсо се квалификовао на четврто место у Јапану, а потом искористио хаос који је на старту направио Луис Хамилтон и забележио другу победу заредом. Непосредно пре ВН Кине, претпоследње трке у сезони, Алонсо је дао донекле контроверзну изјаву да ће покушати да помогне Фелипу Маси из Ферарија да освоји титулу ако буде у могућности, јер су једини кандидати за титулу били љути ривал Хамилтон из Макларена и Маса.. На ВН Кине, Алонсо је освојио четврто место, чиме је показао колико је Рено напредовао од почетка сезоне - трка је прошла без икаквих инцидената, за разлику од Сингапура и Јапана, а Алонсо ју је завршио испред Ковалаинена у Макларену и оба возача БМВ-а, који је у једном тренутку возио у шампионату. На последњој трци у сезони у Бразилу, Алонсо је завршио на другом месту, иза Масе (који је изгубио титулу од Хамилтона за само један бод), чиме је сезону завршио са 61 бодом, освојивши пето место у шампионату возача, док је Рено са 80 бодова био четврти у конкуренцији конструктора.
Алонсо је остао у Реноу и током сезоне 2009. Ипак, након драстичне промене правила у којој се Рено веома лоше снашао, Алонсо је сезону завршио само 26 бодова и једним подијумом и једном пол позицијом, док је Рено био тек осми у шампионату конструктора. Дешавања која се тичу Шпанца ван стазе била су далеко занимљивија - током целе сезоне спекулисало се да Алонсо преговара са Фераријем о доласку у тим од сезоне 2010, што се 30. септембра 2009. и обистинило, када је објављено да ће Алонсо од следеће сезоне заменити Раиконена у Ферарију и да је са италијанским тимом потписао уговор на три године. Нешто раније, средином септембра, ФИА је на седници Светског мотоспорт савета због такозване "судар афере" условно суспендовала Рено са две године дисквалификације из шампионата (која ће бити активирана ако начине још неки сличан преступ), доживотно суспедновала из спорта Флавија Бриатореа, шефа Реноа, a технички директор Пет Симондс на пет година. Наиме, након што је Бриаторе у августу након ВН Мађарске отпустио Нелсона Пикеа Јуниора, Бразилац је контактирао ФИА-у и саопштио да му је годину дана пре тога у Сингапуру Флавио Бриаторе предложио да се у уводном делу трке намерно закуца у зид, након што Алонсо пре осталих обави свој одлазак у бокс, што би изазвало излазак безбедносног возила и значајно помогла Алонсу у трци. Заузврат, Бриаторе је Пикеу обећао продужење уговора и за сезону 2009. Наводна мотивација Бриатореа за овакав потез била су два разлога - да убеди Алонса да остане и Реноу, а и да импресионира саму компанију Рено, чији останак у спорту након 2010. није био сигуран. Пике је изјавио да не зна да ли је Алонсо учествовао овом скандалу, а ФИА је 17. септембра ослободила Шпанца сваке сумње. Након казне, Алонсо, који је одувек био близак са Бриатореом, посветио је Италијану подијум освојен баш у Сингапуру, док је Бриаторе изјавио да ће правду потражити на грађанском суду, што је и учинио - у јануару 2010. добио је спор у тужби коју је поднео француском суду против ФИА-е. Бриатореу је доживотна суспензија укинута, и додељена му је накнада штете од 15 хиљада евра. Ипак, Италијан је изјавио да не планира да се икада врати у спорт као шеф тима.

#### Ферари (2010—2014)
Алонсо је сезону 2010 започео на најбољи могући начин - победом на ВН Бахреина, на свом дебију за Ферари, док је тимски колега Фелипе Маса био други. Ипак, са изузетком ВН Шпаније, на којој је Алонсо био други, први део сезоне обележиле су некарактеристичне грешке Шпанца. На ВН Аустралије дошло је до контакта између Алонса и Батона из Макларена, након чега је Шпанац пао на последње место (ипак, трку је завршио на четвртом месту). На ВН Кине Алонсо је први и до данас једини пут у каријери прерано стартовао, због чега је кажњен проласком кроз бокс, па је трку завршио на четвртом месту. У Монаку, Алонсо је направио грешку на последњем тренингу и ударио у ограду, а због штете на болиду није могао да учествује у квалификацијама, па је стартовао са последњег, 24. места, завршивши трку на 6. месту. Проклизавање у Канади га је коштало другог места, јер га је претекао Џенсон Батон, а Алонсо завршио на трећем месту. Невоље су се наставиле и на ВН Европе - безбедносно возило је изашло на стазу док Алонсо још није обавио свој пит стоп, за разлику од возача иза њега, па је трку завршио тек на осмом месту. Низ лоших вожњи настављен је и у Британији. Након хаотичног старта, испред Алонса се нашао Роберт Кубица, познат по сјајној дефанзивној вожњи - Алонсо га је претекао ван стазе и због тога што је сматрао да не треба да врати позицију кажњен од стране стјуарта (Формула 1 судија) казном проласка кроз бокс. Након још једног дуела између Алонса и Кубице, десила се иста ситуације - Алонсо је претекао Кубицу користећи и простор ван стазе, након чега су стјуарти већали да ли треба да врати или не. Када су одлучили да треба, Алонсо је већ био доста испред Кубице, па је морао значајно да успори и пропусти Пољака. Алонсо је трку завршио на 14. месту и након 10 од 19 трка у сезони заостајао чак 47 бодова за лидером Хамилтоном (од 2010. начин бодовања у Ф1 је промењен - уместо првих осам, бодове је од 2010. освајало првих десет возача, број бодова који се осваја значајно увећан, па је тако победник уместо дотадашњих 10, за победу од 2010. добијао чак 25 бодова, другопласирани 18 уместо 8, трећепласирани 15 уместо 6, четврти 12 уместо 5, пети 10 уместо 4, шести 8 уместо 3, седми 6 уместо 2, осми 4 уместо једног бода, док су деветопласирани и десетопласирани добијали два, односно један бод. Након трке, Алонсо је изјавио да и даље верује да може да освоји титулу.. За Алонса и тим све се променило од ВН Немачке. Након великог броја побољшања које је Ферари донео, Алонсо је освојио друго место у квалификацијама, са само два хиљадита дела секунде заостатка у односу на освајача пол позиције Себастијана Фетела. На старту трке, Фетел је покушао да затвори Алонса, који је ипак успео да га претекне, али је њихов дуел искористио Алонсов тимски колега Фелипе Маса и избио на првом месту. Ферарији су се у трци показали као класа за себе - Маса је водио са Алонсом одмах иза њега, а онда је дошло до можда и најконтроверзнијег тренутка у сезони - Ферари је наредио Маси да пропусти Алонса, користећи шифровану поруку "Фернандо је бржи од тебе. Потврди да си разумео поруку". С обзиром на то да су тимска наређења у Ф1 забрањена од скандала на ВН Аустрији 2002, Ферари је кажњен новчано са 100.000 евра, али је Алонсо задржао победу, а тим Немачку напустио са максимална 43 бода. Друго место у Мађарској иза Вебера, и још једна грешка у Белгији која га је елиминисала из трке, Алонсо је шест трка пре краја сезоне заостајао 41 бод за водећим Луисом Хамилтоном из Макларена. Међутим, Алонсо побеђује у Италији и Сингапуре, забележивши на обе трке и пол позицију и најбржи круг, док је Хамилтон услед судара са Масом у Италији, а потом и са Вебером у Сингапуру, одустао на обе трке, па се након само две трке ситуација драстично изменила. Чак пет возача је имало шансу да освоји титулу, водио је Вебер из Ред Була са 202 бода, Алонсо је имао 191, Хамилтон 182, Фетел из Ред Була 181 а Батон из Макларена 177. На ВН Јапана победио је Себастијан Фетел, Вебер је био други, Алонсо трећи, Хамилтон четврти а Батон пети. Све се променило на ВН Кореје - хаотична, кишна трка, изазвала је велике грешке низа возача, између осталих и лидера у шампионату Вебера, који је направио грешку и ударио у зид, а потом је услед квара на мотору одустао и Фетел, водећи на трци, па је Алонсо, трећом победом у четири трке, преузео вођство у шампионату, са 231 бодом, 11 више од Вебера, 21 више од Хамилтона и 25 више од Фетела, док је Џенсон Батон испао из трке за титулу. Алонсо се тада наметнуо као главни фаворит за титулу - до краја су остале само две трке. У Бразилу, Фетел је победио испред Вебера, Алонса и Хамилтона па је сада поредак гласио - Алонсо 246, Вебер 238, Фетел 231, Хамилтон 222. Алонсу је на последњој трци сезоне у Абу Дабију било довољно да заврши или на другом месту а да Вебер не победи, или да заврши на четвртом месту уколико Фетел победи. Након квалификација, Фетел је заузео пол позицију, Хамилтон био други, а Алонсо трећи, док је Вебер био тек пети, па се у суботу сматрало да је, с обзиром на то да је у Абу Дабију тада претицање било готово немогуће, Шпанац практично осигурао титулу. Ипак, катастрофална стратешка грешка у трци направљена од стране Фераријевог стратега Криса Дајера коштала је Алонса титуле. Занемаривши издржљивост Бриџстонових гума и конфигурацију стазе, Ферари је позвао у бокс Алонса одмах након Вебера, иако је претицање било немогуће, а гуме се нису нимало трошиле (што је показао и пример Луиса Хамилтона, који је провео четири круга иза Роберта Кубице, упркос томе што је имао двадесет кругова "млађе" гуме). Алонсо и Вебер су обојица остали заглављени иза споријих возача, што је искористио Себастијан Фетел, који је значајно касније отишао у бокс и избегао гужву, после чега се вратио на прво место. Немоћан да претекне Виталија Петрова из Реноа, Алонсо је завршио трку тек на седмом месту, а Вебер на осмом. Титулу је освојио Фетел, са 256 бодова, Алонсо је завршио на другом месту, са 252, Вебер на трећем са 242, а Хамилтон на 4. са 240. Ред Бул је постао шампион и у конкуренцији конструктора, док је Ферари завршио на трећем месту, не само иза Ред Була већ и Макларена, јер је Фелипе Маса завршио сезону са 144 бода. Неколико недеља касније, Ферари је објавио да је Крис Дајер, инжењер који је донео одлуку о Алонсовом одласку у бокс у Абу Дабију, напустио тим.
2011. прошла је далеко лошије по Алонса и Ферари. Фетел и Ред Бул су били неприкосновени током целе сезоне, док је Ферари био спорији и од Макларена, јединог тима који је на одређеним стазама могао да парира Ред Булу. Једину победу Алонсо је забележио на ВН Британије, а сезону је завршио на 4. месту, иза Фетела, Батона и Вебера, са 257 бодова (Фетел је имао невероватна 392 бода, 11 победа, 15 пол позиција и укупно 17 подијума). Алонсо током сезоне није освојио ниједну пол позицију, имао је један најбржи круг и укупно 10 подијума. Ферари је поново завршио сезону на трећем месту, иза Ред Була и Макларена. Другом титулом узастопно, Фетел је постао најмлађи двоструки шампион у историји спорта, рекорд који је до те године држао Алонсо (Алонсов рекорд најмлађег шампиона срушио је Луис Хамилтон још 2008, а Фетел је 2010. преузео тај рекорд од Хамилтона).
2012. је донела у погледу вожњи можда и најбољу сезону у каријери за Фернанда Алонса. Иако је још током зимских тестирања било јасно да Ферари далеко заостаје за Ред Булом и Маклареном, али можда чак и Лотусом и Мерцедесом, Алонсо је захваљујући одличној вожњи и доброј стратегији завршио ВН Аустралије на петом месту, иза два Макларена и два Ред Була. На ВН Малезије, Алонсо је успео да се квалификује тек као осми, али је у трци, која је вожена прво по киши, због које је и прекинута на скоро сат времена, успео да победе и тако потпуно неочекивано води у шампионату после две трке са 35 бодова, пет више од Хамилтона. Ипак, на тркама у Кини и Бахреину Алонсо није могао боље од деветог и седмог места, али су Пирелијеве гуме представљале енигму за све тимове, па је на прве четири трке победило четири возача из четири различита тима. Фетел је водио после четири трке са 53 бода, десет више од Алонса, који је у том тренутку био четврти. Ферари је најавио за ВН Шпаније велика побољшања на свом болиду, која су се испоставила као добра - Алонсо је освојио друго место у Шпанији и треће место у Монаку. Непредвидивост Пирелијевих гума још једном се показала у Канади - лидери трке су, тим редоследом, били Хамилтон, Алонсо и Фетел, али се, запањујуће мекша компонента гума показала бољом и издржљивијом од тврђе, па су возачи из слабијих тимова који су били на овој, показало се исправној компоненти, попут Грожана у Лотусу и Переса у Зауберу, бележили сјајна времена из круга у круг у другој половини трке, док тројица првопласираних имала све већих проблема са деградацијом гума. Хамилтон се одлучио на други одлазак у бокс, али не и Алонсо и Фетел, који су остали на стази. С обзиром на то да је Хамилтон сада био на истим гумама као и Грожан и Перес, није постојала опасност да ће га они претећи, па је Енглез кренуо да брзо смањује на новим гумама Алонсових 13 и Фетелових 9 секунди предности. Увидевши да гуме неће издржати, Фетел се одлучује на одлазак у бокс, због кога пада на пето место, али не и Алонсо, који је одлучио да ризикује и не оде у бокс по нове гуме. Ризик се Ферарију није исплатио - редом су Алонса, који је водио до 7 кругова пре краја, претекли Хамилтон, Грожан, Перес и Фетел, па је Шпанац завршио тек на петом месту. Хамилтоновом победом се наставила невероватна сезона у којој је седам возача победило у првих седам трка, што се никада до тада није догодило у историји спорта. Овај низ различитих победника је на ВН Европе, осмој трци сезоне, прекинуо управо Алонсо - стартовавши са 11. места, одвезао је можда и најбољу трку у каријери, пробивши се сјајним маневрима до другог места, а након што је Фетел одустао, и до првог места, које је задржао до краја трке. С обзиром на то да су и Хамилтон и Фетел одустали из трке, Алонсо је преузео вођство у шампионату са 111 бодова, 20 више од новог другопласираног Марка Вебера у Ред Булу, 23 више од Хамилтона и 26 више од Фетела. Фелипе Маса, други возач Ферарија, је после осам трка имао само 11 бодова, тачно 100 мање од тимског колеге Алонса. На ВН Британије, Алонсо успева да освоји по киши прву пол позицију након скоро две године - међутим, боља стратегија Ред Була са гумама коштала га је победе, па је завршио трку на другом месту, иза Вебера, који га је претекао сам пет кругова пре краја трке. Још једне кишне квалификације, у Немачкој, донеле су Алонсу другу, и за сада (закључно са сезоном 2018), последњу пол позицији у каријери. Алонсо је пол позицију овог пута претворио у победу, а након што је Фетел кажњен након трке због илегалног претицања Батона и спуштен са другог на пето место, а Вебер завршио тек на осмом месту, Алонсова предност је постајала све већа, и додатно се увећала на ВН Мађарске, последњој трци пред летњу паузу, иако је Алонсо завршио тек пети, а Вебер, другопласирани у шампионату, поново на осмом месту. После 11 од 20 трка, Алонсо је водио у шампионату са 164 бода, испред Вебера, који је имао 124, Фетела са 122 и Хамилтона који је имао 117. Алонсо је у то време јурио рекорд Михаела Шумахера по броју узастопних трка завршеним међу освајачима бодова - Алонсов низ је трајао од ВН Канаде 2011. и износио 23 трке, док је Шумахеров рекорд био 24 узастопне трке. Ипак, на ВН Белгије, на самом старту, Ромен Грожан непромишљено удара у Луис Хамилтона, што изазива ланчани судар у коме је Алонсо, као и Хамилтон и Кобајаши и Заубера, био колатерална штета, због чега је морао да заврши трку већ у првом кругу, чиме је низ од 23 трке прекинут. Ромен Грожан је због овог инцидента суспендован са ВН Италије у Монци, на којој је Алонсо доживео квар у квалификацијама, па је кренуо тек са десетог места. Ипак, одличном вожњом успева да у трци стигне до другог места, али је завршио на трећем, јер га је претекао Серхио Перес из Заубера, који поновио бриљантну умешност са одабиром гума и њиховом очуваношћу из Малезије и Канаде. Ипак, с обзиром на то да су оба возача Ред Була одустала, Алонсова предност је и даље била стабилна - 37 бодова испред Хамилтона и 39 испред Фетела, док је Вебер полако испадао из трке за титулу. Ипак, све се променило од Сингапура, када је за Ред Бул стигао нови пакет побољшања, што је Фетелу донело четири узастопне победе, док је Алонсо био два пута трећи, одустао у Јапану после контакта са Раиконеном у првој кривини и на другом месту у Индији. Фетел је са 100 бодова у четири трке преузео вођство по први пут од Бахреина, и имао 240 бодова, наспрам Алонсових 227. Низ пехова за Марка Вебера и Луиса Хамилтона су их избацили из трке за титулу, па је трећи, далеко иза Алонса и Фетела, био Раиконен у Лотусу, са 173 бода. Управо је Раиконен победио на ВН Абу Дабија, испред другопласираног Алонса и трећепласираног Фетела, што је на кратко смањило предност Фетела, коју је он одмах вратио на трци у Остину - победио је Хамилтон, Фетел је био други, а Алонсо трећи. С обзиром на брзину Ред Була и Макларена, али и Лотуса, који је често био бржи од Ферарија, пред последњу трку сезони Алонсу, који је заостајао 13 бодова за Фетелом, нису даване велике шансе за трећу титулу. Међутим, кишна велика Бразила довела је до праве драме - померање старта трке, више излазака возила безбедности и окретање Фетела на старту, које га је бацило на последње место, дало је Алонсу наду за титулу. Ипак, Фетел је након тога извезао сјајну трку и дошао до шестог места, а Алонсо није могао да претекне Џенсона Батона у Макларену и завршио је на другом месту, што је значило да је Фетел освојио титулу са 282 бода, три више од Алонса, који је имао 279. Шпанац је овим трећи пут у пет сезона изгубио титулу у последњој трци сезоне, а слабу утеху му је представљала чињеница да су га шефови Ф1 тимова, као и навијачи путем интернета, прогласили за возача године. Алонсо је сезону завршио са три победе, две пол позиције и 12 подијума и чак 157 бодова више од тимског колеге Масе.
2013. је почела веома добро по Ферари и Алонса, другим место у Аустралији, иза Раиконена, али утисак је био да је Ферари најбржи тим на гриду, када је у питању брзина у трци, и да је Алонсо изгубио превише времена, возећи се 20 кругова иза тимског колеге Фелипеа Масе. У Малезији, Алонсо је на старту, покушавајући да претекне Фетела у борби за прво место, оштетио предње крило, а с обзиром на то да је стаза била веома мало мокра и да се у сваком тренутку очекивао прелазак на гуме за суво, Ферари је ризиковао и одлучио да сачека један круг, упркос оштећењу предњег крила. Ова одлука је скупо коштала тим и Алонса јер се предње крило већ у следећем кругу потпуно поломило, што је послало Алонса у шљунак и његова трка је била завршена већ у другом кругу. На ВН Кине, Ферари је показао своју брзину - Алонсо је лако победио, упркос томе што је стартовао као трећи, јер је Мерцедес (за који је од те сезоне почео да вози Луис Хамилтон), имао огромних проблема са деградацијом гума, као и Ред Бул, па је Алонсо преузео вођство већ у петом кругу и изједначио се са Најџелом Менселом са укупно 31 победом. На ВН Бахреина, након доброг старта и другог места после првог круга, Алонсу се покварио ДРС - задње крило је остало отворено, због чега је губио много времена у кривинама, па је Алонсо морао непланирано да оде у бокс, а иста ситуација се десила после две круга - још један непланирани одлазак у бокс био је превише скуп за Алонса, који је трку завршио на осмом месту. На ВН Шпаније, Алонсо се квалификовао пети, али је потрошња гума била огромна, па је било јасно да квалификационе позиције не значе много. Алонсо је победио други пут у сезони, са чак четири одласка у бокс услед огромне деградације гума, која је најдрастичнија била на примеру Мерцедеса - Розберг је освојио пол позицију, а Хамилтон се квалификовао на друго место, да би трку завршили на шестом, односно 12. месту. Управо од те трке је почела контроверза око Пирелијевих гума - Ред Бул и Мерцедес су захтевали да се оне промене, а Кристијан Хорнер, шеф Ред Була, је изјавио да Формула 1 више није тркање, већ чување гума. Након лоше трке у Монте Карлу и тек седмог места, уследила је солидна трка у Канади, где је Алонсо био други, иза победника Фетела, односно трећи на ВН Британије, која је обележена пуцањем гума на три различита болида, Пирели је одлучио да врати металну конструкцију гума каква је била у претходној сезони, након чега је сезона решена - Себастијан Фетел је у Ред Булу победио на 10 од преосталих 11 трка, од чега 9 пута узастопно, и освојио четврту титулу узастопно, док је Алонсо после Британије до краја сезоне успео да дође до три друга и једног трећег места као најбољих резултата. Упркос овоме, Алонсо је ипак успео да заврши првенство на другом месту, са 242 бода (Фетел је освојио 397 бодова), док је Ферари пао за једно место у конкуренцији конструктора и завршио на трећем месту, иза Ред Була и Мерцедеса. Ипак, током сезоне, почеле су да се назиру пукотине у односу Алонса и Ферарија, након што је Алонсо, упитан од стране новинара током ВН Мађарске шта би желео као рођендански поклон, одговорио да жели "болид који вози неко други", што је разљутило председника Ферарија Луку Ди Монтецемола. У септембру 2013. саопштено је да ће се од сезоне 2014. у тим уместо Фелипеа Масе вратити Кими Раиконен, који је импресионирао возећи за Лотус у 2012. и 2013.
2014. je била последња сезона за Алонса у Ферарију, упркос томе што је имао уговор на још две године. Сезону је, након велике промене правила која се односе на моторе, обележила потпуна доминација Мерцедеса, који је победио на 16 од 19 трка, а титулу је освојио Алонсов стари ривал Луис Хамилтон (иначе, односи између њих двојице су се значајно поправили још од 2010, па се након Хамилтонове титуле Алонсо нашао у Мерцедесовом моторхоуму и срдачно честитао Хамилтону и његовој породици). Алонсо није забележио ниједну победу, као ни Раиконен, што је била прва сезона за Ферари од 1993. у којој италијански тим није успео да победи. Алонсо је освојио само два подијума и сакупио 161 бод, док је Раиконен остао без иједног подијума и сезону завршио са само 55 бодова, а Ферари на четвртом месту у конкуренцији конструктора, освојивши 26 бодова мање него сам Алонсу за целу претходну сезону, која се сматрала неуспешном. Тим је прво напустио у априлу 2014. дугогодишњи шеф тима Стефано Доменикали, затим у јулу шеф директор тима задужен за моторе Лука Марморини, а на крају сезоне и технички директор Пет Фрај и шеф дизајнера Николас Томбазис. Компанију Ферари је, након 23 године на њеном челу, крајем 2014. напустио и председник Лука Ди Монтецемоло. У новембру 2014, објављено је да ће Фернандо Алонсо напустити Ферари, две године пре истека уговора, споразумним раскидом уговора. Kao његова замена доведен је четвороструки шампион Себастијан Фетел из Ред Була, који је имао иза себе најгору сезону у каријери - први пут је поражен од тимског колеге, након чега је искористио излазну клаузулу из уговора са Ред Булом и напустио тим после 6 година. 
У децембру 2014, објављено о чему се недељама уназад причало - Фернандо Алонсо се вратио у Макларен, потписавши уговор на три године, уз јавно помирење са Роном Денисом на конференцији за медије.

#### Макларен (2015—2018)
Сезона 2015 за Алонса и његов нови-стари тим није почела добро. Нови снабдевач тима погонским јединицама, Хонда, ушла је у спорт неприпремљено након шест година одсуства из спорта, што је било евидентно на зимским тестирањима и огромних проблема са поузданошћу са којима се суочио јапански произвођач. Макларен је био тим који је прешао убедљиво најмање километара на сва три теста, а да ствар по тим буде горе, Алонсо је на тестирању у Барселони доживео удес и добио потрес мозга, због кога је морао да проведе три дана у болници и пропусти ВН Аустралије. Тимски колега Џенсон Батон и Алонсо су се суочили са свим врстама проблема - Алонсо је одустао осам пута у 19 трка, и само два пута завршио у бодовима, завршивши сезону са само 11 бодова, наспрам Батонових 16. Ово је била далеко најгора сезона у Алонсовој каријери, и најгора за Макларен од 1980. Истовремено, Алонсо је први пут у каријери сакупио мање бодова од тимског колеге.
Сезона 2016 је прошла нешто боље. Хонда је и даље имала проблема са поузданошћу и брзином, али су помаци били евидентни, нарочито у другом делу сезоне. Алонсо је на ВН Аустралије имао велики удес услед погрешне процене у кочењу приликом покушаја претицања Естебана Гутјереса из Хаса, приликом кога је поломио ребро и морао да пропусти трку у Бахреину. Прве бодове у сезони је освојио на ВН Русије у Сочију, шестим местом, а две трке касније и пето место у Монаку, чиме је већ тада, после 6 трка, сакупио више бодова него за целу 2015. (18 наспрам 16). Макларен је у другом делу сезоне, редовно конкурисао за трећи део квалификација и бодове, а Алонсови најбољи резултати после Монака су били пето место на ВН САД и четири седма места. Сезону је завршио са 53 бода и био десети у шампионату возача, док је Батон био далеко слабији, освојио 21 бод и објавио да у сезони 2017. неће возити у Формули 1, а за Алонсовог новог тимског колегу је изабран резервни возач тима, Белгијанац Штофел Фандорн. Алонсо је забележио и један најбржи круг у трци, на ВН Италије, док се његов тим Макларен попео на 6. место у конкуренцији конструктора, три позиције више од пласмана у 2015.
У 2017. се очекивало да Хонда напокон проради након приличног напретка који су остварили претходне сезоне. Међутим, јапански произвођач је сматрао да постојећим дизајном неће успети да парира другим произвођачима у будућности, и одлучио се за редизајн своје погонске јединице, по угледу на Мерцедес, што се испоставило као погубно - догодила се реприза сезоне 2015, са огромним бројем одустајања за оба возача, недостатком брзине и казнама за прекорачење коришћења дозвољеног броја компоненти погонске јединице. Незадовољни Алонсо, који је у 2017. напунио 36 година, размишљао је о повлачењу из спорта на крају сезоне. Освојио је само 17 бодова, а Фандорн 13, док се Макларен вратио претпоследње, девето место у шампионату, као и 2015, са само 30 бодова. Најбоља трка за тим и Алонса била је ВН Мађарске, на којој је Алонсо освојио шесто место и забележио најбржи круг. Ипак, Макларен је у септембру објавио да ће на крају сезоне завршити сарадњу са Хондом и прећи на коришћење Реноових погонских јединица, што је убедило Алонса да остане у тиму и потпише уговор и за 2018, јер је сматрао да Макларен има једну од најбољих шасија у Формули 1.
Сезона 2018. почела је знатно боље по Макларен, снабдевен Реноовим моторима, и Алонса. Већ после четири трке, тим је освојио више бодова него током целе претходне сезоне. Ипак, амбиције Макларена нису задовољене, упркос четвртом месту у шампионату, које је тим држао у том тренутку, па је у априлу отпуштен технички директор задужен за шасију, Тим Гос. Првих пет трка Алонсо је завршио у бодовима, са петим местом у Аустралији као најбољим резултатом, док је на шестој трци сезоне у Монаку Алонсо одустао због квара на мењачу, док се налазио на седмом месту. Сезону је завршио са укупно 50 бода.

#### Алпин (2021-)
Алонсо је потписан за вожњу у тиму Алпин Ф1 за сезону 2021, заједно са Естебаном Оконом, при чему је Рено преименовао тим под новим именом. У припремама за повратак у Формулу 1, Алонсо је провео четири дана тестирања возећи Рено Р.С.18 и заузео прво место на табели времена на тесту младих возача након сезоне 2020. који је возио Рено Р.С.20 за Ренаулт. У својој првој трци са Алпин-ом, Алонсо је био приморан да се повуче након што су пластични остаци ушли у његов кочиони канал. На Великој награди Емилије Ромање 2021. завршио је на позицији 11 након квалификација на позицији 15, са тимским колегом Оконом који је завршио испред на позицији 10, али су обојица побољшани за једну позицију након што је Кими Раиконен кажњен, дајући Алонсу прве бодове у сезони. На Великој награди Мађарске 2021. године, Алонсо је привремено водио трку пре него што је остао на четвртом месту, испред Луиса Хамилтона. Алонса је заслужан што се бранио против Луиса Хамилтона и тако је тимском колеги Окону омогућио да оствари прву победу у трци. У августу 2021, Алонсо се позвао на опцију продужења уговора за сезону 2022. Алонсо је постигао поене у више трка после летње паузе, завршио је на шестом месту у Холандији, осми у Италији, шести у Русији, који је био трећи у Русији пре него што је био приморан да иде у бокс по влажним условима, и трећи у Катару.

## Потпуни попис резултата у Формули 1
(Легенда) (Трке које су подебљане означавају пол позицију, а трке које су закривљене означавају најбржи круг у трци.)
| Година | Тим      | Шасија             | Мотор            | 1       | 2       | 3        | 4       | 5       | 6       | 7        | 8        | 9        | 10       | 11       | 12       | 13       | 14      | 15      | 16      | 17      | 18      | 19      | 20      | 21      | 22     | Вш  | Поени |
| ------ | -------- | ------------------ | ---------------- | ------- | ------- | -------- | ------- | ------- | ------- | -------- | -------- | -------- | -------- | -------- | -------- | -------- | ------- | ------- | ------- | ------- | ------- | ------- | ------- | ------- | ------ | --- | ----- |
| 2001   | Минарди  | Минарди PS01       | Косворт 3.0 V10  | АУС 12. | МАЛ 13. | БРА Оду  | СМР Оду | ШПА 13. | АУТ Оду | МОН Оду  | КАН Оду  | ЕВР 14.  | ФРА 17.† | ВБР 16.  | НЕМ 10.  | МАЂ Оду  |         |         |         |         |         |         |         |         |        | 23. | 0     |
| 2001   | Минарди  | Минарди PS01B      | Косворт 3.0 V10  |         |         |          |         |         |         |          |          |          |          |          |          |          | БЕЛ ВНС | ИТА 13. | САД Оду | ЈАП 11. |         |         |         |         |        | 23. | 0     |
| 2003   | Рено     | Рено R23           | Рено RS23        | АУС 7.  | МАЛ 3.  | БРА 3.   | СМР 6.  | ШПА 2.  | АУТ Оду | МОН 5.   | КАН 4.   | ЕВР 4.   | ФРА Оду  |          |          |          |         |         |         |         |         |         |         |         |        | 6.  | 55    |
| 2003   | Рено     | Рено R23B          | Рено RS23        |         |         |          |         |         |         |          |          |          |          | ВБР Оду  | НЕМ 4.   | МАЂ 1.   | ИТА 8.  | САД Оду | ЈАП Оду |         |         |         |         |         |        | 6.  | 55    |
| 2004   | Рено     | Рено R24           | Рено RS24        | АУС 3.  | МАЛ 7.  | БАХ 6.   | СМР 4.  | ШПА 4.  | МОН Оду | ЕВР 5.   | КАН Оду  | САД Оду  | ФРА 2.   | ВБР 10.  | НЕМ 3.   | МАЂ 3.   | БЕЛ Оду | ИТА Оду | КИН 4.  | ЈАП 5.  | БРА 4.  |         |         |         |        | 4.  | 59    |
| 2005   | Рено     | Рено R25           | Рено RS25        | АУС 3.  | МАЛ 1.  | БАХ 1.   | СМР 1.  | ШПА 2.  | МОН 4.  | ЕВР 1.   | КАН Оду  | САД ВНС  | ФРА 1.   | ВБР 2.   | НЕМ 1.   | МАЂ 11.  | ТУР 2.  | ИТА 2.  | БЕЛ 2.  | БРА 3.  | ЈАП 3.  | КИН 1.  |         |         |        | 1.  | 133   |
| 2006   | Рено     | Рено R26           | Рено RS26        | БАХ 1.  | МАЛ 2.  | АУС 1.   | СМР 2.  | ЕВР 2.  | ШПА 1.  | МОН 1.   | ВБР 1.   | КАН 1.   | САД 5.   | ФРА 2.   | НЕМ 5.   | МАЂ Оду  | ТУР 2.  | ИТА Оду | КИН 2.  | ЈАП 1.  | БРА 2.  |         |         |         |        | 1.  | 134   |
| 2007   | Макларен | Макларен MP4-22    | Мерцедес FO 108T | АУС 2.  | МАЛ 1.  | БАХ 5.   | ШПА 3.  | МОН 1.  | КАН 7.  | САД 2.   | ФРА 7.   | ВБР 2.   | ЕВР 1.   | МАЂ 4.   | ТУР 3.   | ИТА 1.   | БЕЛ 3.  | ЈАП Оду | КИН 2.  | БРА 3.  |         |         |         |         |        | 3.  | 109   |
| 2008   | Рено     | Рено R28           | Рено RS27        | АУС 4.  | МАЛ 8.  | БАХ 10.  | ШПА Оду | ТУР 6.  | МОН 10. | КАН Оду  | ФРА 8.   | ВБР 6.   | НЕМ 11.  | МАЂ 4.   | ЕВР Оду  | БЕЛ 4.   | ИТА 4.  | СИН 1.  | ЈАП 1.  | КИН 4.  | БРА 2.  |         |         |         |        | 5.  | 61    |
| 2009   | Рено     | Рено R29           | Рено RS27        | АУС 5.  | МАЛ 11. | КИН 9.   | БАХ 8.  | ШПА 5.  | МОН 7.  | ТУР 10.  | ВБР 14.  | НЕМ 7.   | МАЂ Оду  | ЕВР 6.   | БЕЛ Оду  | ИТА 5.   | СИН 3.  | ЈАП 10. | БРА Оду | АБУ 14. |         |         |         |         |        | 9.  | 26    |
| 2010   | Ферари   | Ферари F10         | Ферари 056       | БАХ 1.  | АУС 4.  | МАЛ 13.† | КИН 4.  | ШПА 2.  | МОН 6.  | ТУР 8.   | КАН 3.   | ЕВР 8.   | ВБР 14.  | НЕМ 1.   | МАЂ 2.   | БЕЛ Оду  | ИТА 1.  | СИН 1.  | ЈАП 3.  | КОР 1.  | БРА 3.  | АБУ 7.  |         |         |        | 2.  | 252   |
| 2011   | Ферари   | Ферари 150º Italia | Ферари 056       | АУС 4.  | МАЛ 6.  | КИН 7.   | ТУР 3.  | ШПА 5.  | МОН 2.  | КАН Оду  | ЕВР 2.   | ВБР 1.   | НЕМ 2.   | МАЂ 3.   | БЕЛ 4.   | ИТА 3.   | СИН 4.  | ЈАП 2.  | КОР 5.  | ИНД 3.  | АБУ 2.  | БРА 4.  |         |         |        | 4.  | 257   |
| 2012   | Ферари   | Ферари F2012       | Ферари 056       | АУС 5.  | МАЛ 1.  | КИН 9.   | БАХ 7.  | ШПА 2.  | МОН 3.  | КАН 5.   | ЕВР 1.   | ВБР 2.   | НЕМ 1.   | МАЂ 5.   | БЕЛ Оду  | ИТА 3.   | СИН 3.  | ЈАП Оду | КОР 3.  | ИНД 2.  | АБУ 2.  | САД 3.  | БРА 2.  |         |        | 2.  | 278   |
| 2013   | Ферари   | Ферари F138        | Ферари 056       | АУС 2.  | МАЛ Оду | КИН 1.   | БАХ 8.  | ШПА 1.  | МОН 7.  | КАН 2.   | ВБР 3.   | НЕМ 4.   | МАЂ 5.   | БЕЛ 2.   | ИТА 2.   | СИН 2.   | КОР 6.  | ЈАП 4.  | ИНД 11. | АБУ 5.  | САД 5.  | БРА 3.  |         |         |        | 2.  | 242   |
| 2014   | Ферари   | Ферари F14 T       | Ферари 059/3     | АУС 4.  | МАЛ 4.  | БАХ 9.   | КИН 3.  | ШПА 6.  | МОН 4.  | КАН 6.   | АУТ 5.   | ВБР 6.   | НЕМ 5.   | МАЂ 2.   | БЕЛ 7.   | ИТА Оду  | СИН 4.  | ЈАП Оду | РУС 6.  | САД 6.  | БРА 6.  | АБУ 9.  |         |         |        | 6.  | 161   |
| 2015   | Макларен | Макларен MP4-30    | Хонда RA615H     | АУС     | МАЛ Оду | КИН 12.  | БАХ 11. | ШПА Оду | МОН Оду | КАН Оду  | АУТ Оду  | ВБР 10.  | МАЂ 5.   | БЕЛ 13.  | ИТА 18.† | СИН Оду  | ЈАП 11. | РУС 11. | САД 11. | МЕК Оду | БРА 15. | АБУ 17. |         |         |        | 17. | 11    |
| 2016   | Макларен | Макларен MP4-31    | Хонда RA616H     | АУС Ret | БАХ     | КИН 12.  | РУС 6.  | ШПА Оду | МОН 5.  | КАН 11.  | ЕВР Оду  | АУТ 18.† | ВБР 13.  | МАЂ 7.   | НЕМ 12.  | БЕЛ 7.   | ИТА 14. | СИН 7.  | МАЛ 7.  | ЈАП 16. | САД 5.  | МЕК 13. | БРА 10. | АБУ 10. |        | 10. | 54    |
| 2017   | Макларен | Макларен MCL32     | Хонда RA617H     | АУС Оду | КИН Оду | БАХ 14.† | РУС ВНС | ШПА 12. | МОН     | КАН 16.† | АЗЕ 9.   | АУТ Оду  | ВБР Оду  | МАЂ 6.   | БЕЛ Оду  | ИТА 17.† | СИН Оду | МАЛ 11. | ЈАП 11. | САД Оду | МЕК 10. | БРА 8.  | АБУ 9.  |         |        | 15. | 17    |
| 2018   | Макларен | Макларен MCL33     | Рено R.E.18      | АУС 5.  | БАХ 7.  | КИН 7.   | АЗЕ 7.  | ШПА 8.  | МОН Оду | КАН Оду  | ФРА 16.† | АУТ 8.   | ВБР 8.   | НЕМ 16.† | МАЂ 8.   | БЕЛ Оду  | ИТА Оду | СИН 7.  | РУС 14. | ЈАП 14. | САД Оду | МЕК Оду | БРА 17. | АБУ 11. |        | 11. | 50    |
| 2021   | Алпин    | Алпин А521         | Рено Е-Tech 20В  | БАХ Оду | ЕМИ 10. | ПОР 8.   | ШПА 7.  | МОН 13. | АЗЕ 6.  | ФРА 8.   | ШТА 9.   | АУТ 10.  | ВБР 7.   | МАЂ 4.   | БЕЛ 11.  | ХОЛ 6.   | ИТА 8.  | РУС 6.  | ТУР 16. | САД Оду | МЕК 9.  | БРА 9.  | КАТ 3.  | САУ 13. | АБУ 8. | 10. | 81    |
| 2022   | Алпин    | Алпин А522         | Рено Е-Tech 22   | БАХ 9.  | САУ Оду | АУС 17.  | ЕМИ Оду | МАЈ 11. | ШПА 9.  | МОН 7.   | АЗЕ 7.   | КАН 9.   | ВБР 5.   | АУТ 10.  | ФРА 6.   | МАЂ 8.   | БЕЛ 5.  | ХОЛ 6.  | ИТА Оду | СИН Оду | ЈАП     | САД     | МЕК     | БРА     | АБУ    | 9.* | 59*   |

* - Сезона у току.